# Élections régionales de 2004 en Corse
Pour un article plus général, voir Élections régionales françaises de 2004.
Les élections régionales de 2004 ont eu lieu en Corse les 21 et 28 mars 2004.

## Candidats
Candidats lors du 1er tour. Candidats lors du 2e tour.

### Extrême gauche
Le PCF investit l'ex-maire de Sartène, Dominique Bucchini.

### Gauche
Le PS investit Jean-Marc Ciabrini.
Le PRG présente deux candidats : le député et ex-maire de Venaco, Paul Giacobbi et le maire de Bastia, Émile Zuccarelli.
Le CSD présente le maire d'Ajaccio, Simon Renucci.
Toussaint Luciani, Jean-Louis Luciani et Vincent Carlotti se présentent en tant que candidats divers gauche.

### Centre
L'UDF investit Marie-Louise Ottavi.

### Droite
L'UMP investit le  maire de Porto-Vecchio, Camille de Rocca Serra au détriment du président sortant de l'Assemblée de Corse, José Rossi. Camille de Rocca Serra remplace ce dernier au poste de président de l'Assemblée.
José Rossi, Pierre-Philippe Ceccaldi, Jérôme Polverini, Jean-Louis Albertini et Jean-Luc Chappini se présentent en tant que candidats divers droite.

### Extrême droite
Le FN investit Olivier Martinelli.

### Nationalistes
L' UN investit Edmond Simeoni.
Le Rinnovu investit Paul-Félix Beneddetti.
A manca naziunale investit Serge Vandepoorte.

## Résultats
| Tête de liste  | Tête de liste            | Liste             | Premier tour | Premier tour | Second tour | Second tour | Sièges | Sièges |
| Tête de liste  | Tête de liste            | Liste             | Voix         | %            | Voix        | %           | Nbre   | %      |
| -------------- | ------------------------ | ----------------- | ------------ | ------------ | ----------- | ----------- | ------ | ------ |
|                | Camille de Rocca Serra   | UMP               | 20 155       | 14,59        | 35 627      | 25,05       | 15     | 31,9   |
|                | Émile Zuccarelli         | PRG               | 17 906       | 12,96        | 26 434      | 18,59       | 9      | 19,14  |
|                | Edmond Simeoni           | UN                | 16 772       | 12,14        | 24 652      | 17,34       | 8      | 17,00  |
|                | Paul Giacobbi            | PRG               | 14 477       | 10,48        | 21 562      | 15,16       | 7      | 14,89  |
|                | Dominique Bucchini       | PCF               | 9 147        | 6,62         | 11 810      | 8,30        | 4      | 8,5    |
|                | José Rossi*              | DVD               | 8 804        | 6,37         | 11 094      | 7,80        | 4      | 8,5    |
|                | Simon Renucci            | CSD               | 8 018        | 5,80         | 11 025      | 7,75        | 4      | 8,5    |
|                | Olivier Martinelli       | FN                | 6 181        | 4,47         |             |             |        |        |
|                | Toussaint Luciani        | DVG               | 6 055        | 4,38         |             |             |        |        |
|                | Pierre-Philippe Ceccaldi | DVD               | 5 637        | 4,08         |             |             |        |        |
|                | Jérôme Polverini         | DVD               | 4 568        | 3,31         |             |             |        |        |
|                | Jean-Louis Albertini     | DVD               | 4 429        | 3,21         |             |             |        |        |
|                | Jean-Louis Luciani       | DVG               | 3 860        | 2,79         |             |             |        |        |
|                | Paul-Félix Beneddetti    | Rinnovu           | 3 021        | 2,19         |             |             |        |        |
|                | Jean-Luc Chiappini       | DVD               | 2 612        | 1,89         |             |             |        |        |
|                | Jean-Marc Ciabrini       | PS                | 2 541        | 1,84         |             |             |        |        |
|                | Marie-Louise Ottavi      | UDF               | 2 109        | 1,53         |             |             |        |        |
|                | Vincent Carlotti         | DVG               | 1 097        | 0,79         |             |             |        |        |
|                | Serge Vandepoorte        | A manca naziunale | 800          | 0,58         |             |             |        |        |
|                |                          |                   |              |              |             |             |        |        |
| Inscrits       | Inscrits                 | Inscrits          | 195 621      | 100,00       | 195 525     | 100,00      |        |        |
| Abstentions    | Abstentions              | Abstentions       | 53 839       | 27,52        | 48 932      | 25,03       |        |        |
| Votants        | Votants                  | Votants           | 141 782      | 72,48        | 146 593     | 74,97       |        |        |
| Blancs et nuls | Blancs et nuls           | Blancs et nuls    | 3 593        | 2,53         | 4 389       | 2,99        |        |        |
| Exprimés       | Exprimés                 | Exprimés          | 138 189      | 97,47        | 142 204     | 97,01       |        |        |

Le seuil de maintien au second tour est de 5 %.